# Akyttara akagera
Akyttara akagera là một loài nhện trong họ Zodariidae. Chúng được Rudy Jocqué miêu tả năm 1987.